# Lotnisko Kluczewo
Lotnisko Kluczewo (Luftwaffe airfield Stargard / Klützow) – dawne lotnisko w Stargardzie, znajdujące się w południowo-zachodniej części miasta, przy nieaktywnej już linii kolejowej Stargard-Pyrzyce. Nazywane potocznie również Czerwonym Lotniskiem.
Pierwsze zabudowania lotniska wojskowego Klützow bei Stargard stworzone zostały przez lotnictwo niemieckie w latach 1925–1927. Następnie rozbudowano je przed i w trakcie II wojny światowej i używano go w trakcie działań jako lotniska polowego. Po wojnie teren został przejęty przez Armię Czerwoną. W pobliżu terenów Lotniska znajdywały się również dwie nieistniejące już wsie Słotnica oraz Burzykowo.

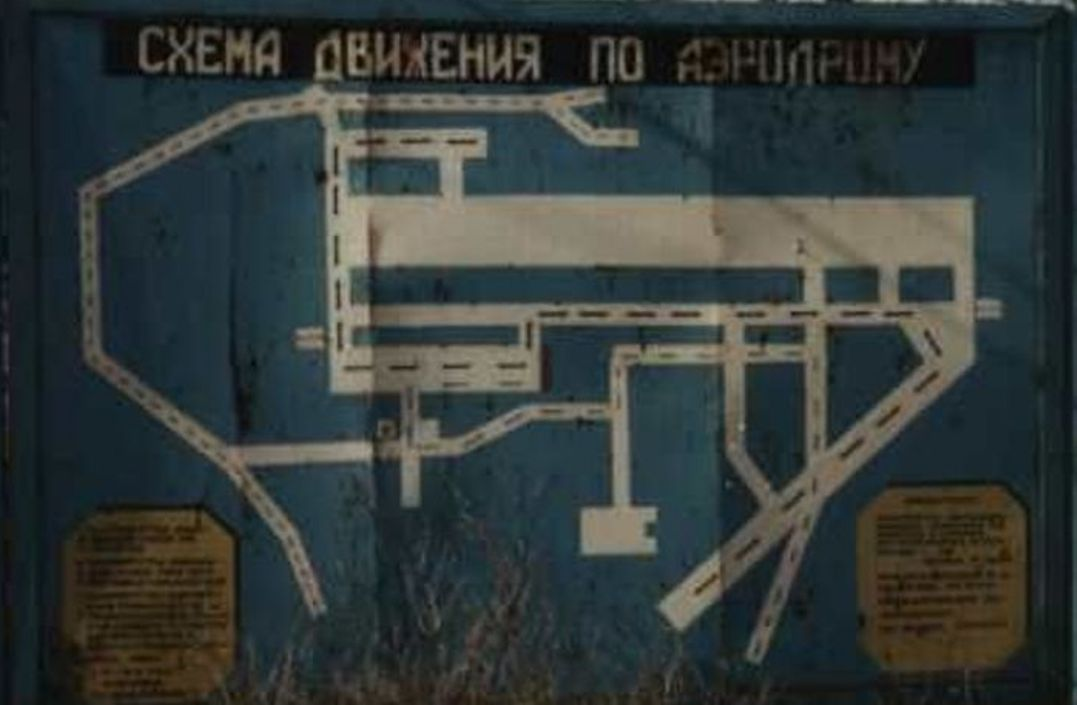
Tablica przedstawiająca schemat Lotniska w Kluczewie

Radziecka baza wojskowa w Kluczewie była jedną z największych w tej części kraju. Teren lotniska obejmuje 609 ha, na którym znajduje się 39 hangarów lotniczych.
13 października 1992 lotnisko opuściły ostatnie jednostki Federacji Rosyjskiej, a teren został przekazany polskiej administracji. W rok później teren ten przyłączono do Stargardu.      

## Zanieczyszczenie ziem
Na terenie lotniska znajdowała się baza paliwowa, która zanieczyściła glebę oraz wody podziemne i stanowiła bezpośrednie zagrożenie dla ekosystemu Miedwia. Od 1996 prowadzone były działania rekultywacyjne skażonego obszaru. Prace zakończyły się w 2004 stanem równowagi ekologicznej.

## Tereny Lotniska obecnie

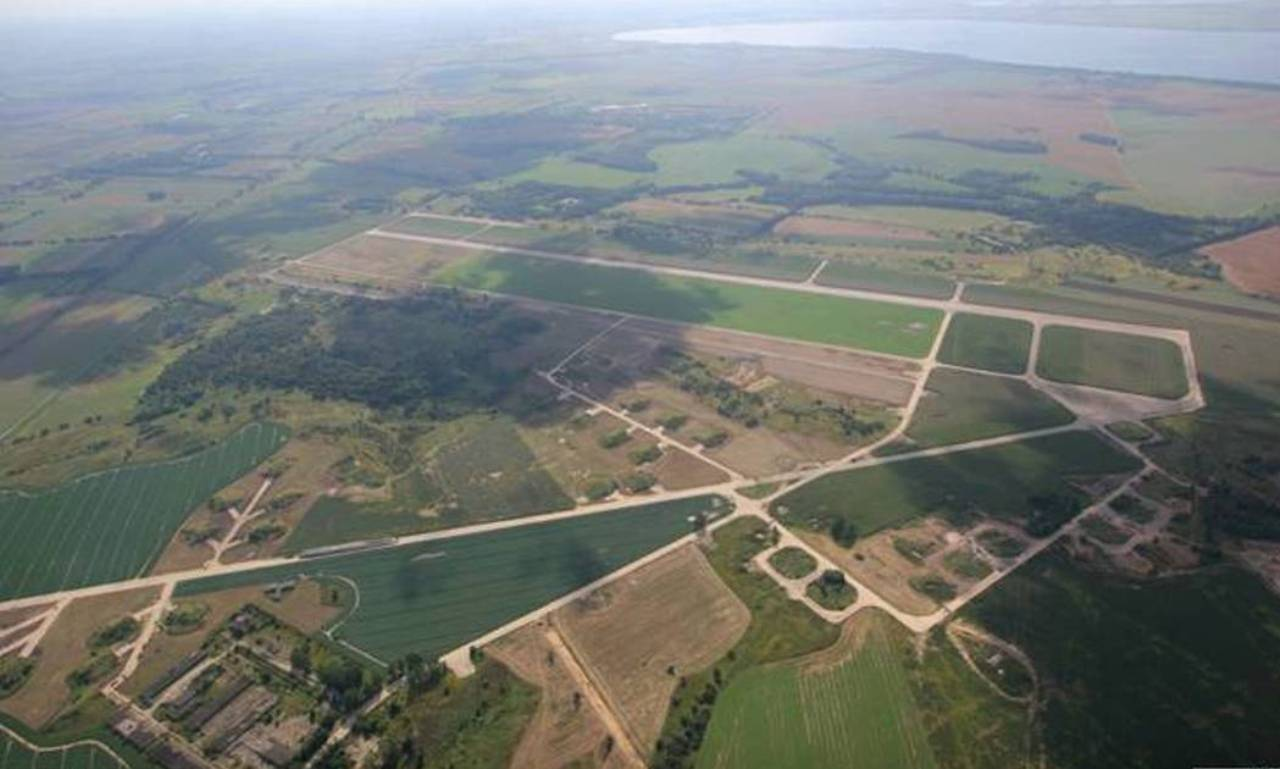
Zdjęcie Lotniska, rok 2007

W 2019 roku na terenie byłego radzieckiego lotniska Kluczewo rozpoczął działalność Regionalny Stargardzki Park Wysokich Technologii. Na miejscu dawnego pasa startowego znajdują się magazyny firm takich jak Lidl,  na sąsiednich terenach swoje fabryki ma m.in. Cargotec czy Bridgestone.
Niedaleko lotniska odbywał się również festiwal OldTown Festival.